# Милета Магарашевић
Милета Магарашевић (Горњи Ковиљ, 2. децембар 1905 — Београд, 24. децембар 2003) био је професор и доктор медицинских наука и један од пионира Медицинског факултета у Београду и здравственог система Србије. Потиче из старе војвођанске породице културнопросветних делатника. У згради школе којом је у Ковиљу управљао његов отац Мирко А. Магарашевић (1878—1958) чији је деда Јован био рођени брат Георгија Магарашевића (1793—1830), оснивача и првог Уредника, по трајању најстаријег, српског књижевног часописа – Летопис матице српске покренутог 1825. године и инспиратор оснивања саме Матице српске, 1826. године.
Од 1916. до 1924. похађао је Српску православну гимназију у Новом Саду и завршио сваки разред са скроз одличним успехом. На Медицински факултет у Београду уписао се 26. септембра 1924. као припадник пете генерације студената медицине (1924/25), и дипломирао је 18. јуна 1930. после чега постаје члан Српског лекарског друштва и Лекарске коморе.
Један је од припадника ране клиничке и педагошке елите нашег Медицинског факултета у Београду при ком је деловао у невероватном распону од 1927. до 1978. као и на Стоматолошком факултету од оснивања 1950. до 1978.

## Живот и каријера
Милета Магарашевић је 1916. уписао, и 1923/1924.са скроз одличним успехом завршио Српску православну гимназију у Новом Саду. Медицину је уписао у Београду, школске 1924/25. године и успешно је завршио у предвиђеном року – школске 1929/30. године, похађајући наставу код врхунских медицинских имена као што су : професор патолошке анатомије - др Ђорђа Јоанновића, професора интерне медицине - др Раденка Станковића, професора Рихарда Буријана, оснивача Института за физиологију и професора Милована Миловановића, оснивача Института за Судску медицину.
Још као студент Медицине био је, почев од 16.09.1926., међу првим асистентима-волонтерима, потом асистент-дневничар Института за општу патологију и патолошку анатомију под руководством оснивача Медицинског факултета (1920) редовног професора др Ђорђа Јоанновића који му је 1.07.1929. уручио личну писмену Захвалницу за допринос у раду Института. При крају студија био је секретар, а од новембра 1928. и председник Савеза удружења  студената медицине  Краљевине СХС (1929-30). Медицински се формирао као ђак и следбеник оснивача и првих предавача Медицинског факултета у Београду (професори:Рихард Бурјан, Ђорђе Јоанновић, Раденко Станковић, Војислав Арновљевић, Стојан Дедић).
Постао је члан Радиолошког друштва у Београду, од његовог оснивања 1940. до прерастања истог у Секцију за радиологију и нуклеарну медицину СЛД. чији је председник 1963. и 1964; затим 1970-1972. када подноси оставку јер је 02. VII. 1972. изабран за председника Удружења за радиологију и нуклеарну медицину СФРЈ. и ту дужност обавља до маја 1976. Био је члан Кардиолошке секције СЛД од њеног оснивања 1950. као и члан Југословенског кардиолошког друштва. Од оснивања Гастроентеролошке секције СЛД деловао је као члан њене управе до 1975. Био је и члан Југословенског друштва за заштиту од зрачења.
У међународном медицинском простору:
Учесник је VI Међународног конгреса медицине 1934. у Мерану (Италија), био је делегат ФНРЈ на VI  Интернационалном конгресу за радиологију и нуклеарну медицину 1950. у Лондону; делегат СФРЈ на Конгресу румунских радиолога 1964. у Букурешту; учесник на Интернационалном конгресу радиолога у Риму 1965; председник Делегације  СФРЈ на XIII Интернационалном конгресу за радиологију и нуклеарну медицину у Мадриду 1976.
Био је члан L’Union medicale Balkanique од 1964; члан Интернационалног удружења за радиологију и нуклеарну медицину и члан Европског удружења за радиологију и нуклеарну медицину.
По речима професора Бранислава Голднера (1936) који је своју стручну и педагошку радиолошку каријеру развијао под стручним покровитељством професора др Магарашевића: „Професор Милета Магарашевић био је Србин европске медицинске репутације, познат од Стразбура и Лондона до Мадрида, Мерана, Пеште, Букурешта, све до Либије, увек у служби државе и свога народа. Иза себе је оставио успон традиције клиничке рендген-дијагностике којој припада и моја генерација, традицију која још траје и делује на здравствено добро наше нације, традицију која ће се памтити.
У генерацију професора Магарашевића сврставају се: професори Јован Славковић - чувени кардиолог Интерне А клинике, професор Синиша Богдановић - творац капиталног уџбеника у области клиничке Фармакологије, професор хирургије - академик Станислав Букуров, професор интерне медицине - др Лазар Станојевић, син чувеног историчара и академика СКА Станоја Станојевића, професор инфективних болести - др Миливоје Милошевић, професор интерне медицине - Чедомиљ Плавшић, као и професора хирургије – др Војислав Стојановић и др Митар Митровић.

### Стручни и медицински развој Милете Магарашевића
Већ као студент, Милета Магарашевић се на полагању испита из патолошке анатомије са патолошком хистологијом, толико истакао да га је оснивач Института и један од утемељивача Медицинског факултета основаног у Београду 1920, професор др Ђорђе Јоанновић, поставио најпре за асистента-волонтера, а убрзо и за асистента-дневничара при Институту. Тако је Милета већ у периоду 1927/29 обдуковао неколико стотина преминулих болесника са тек основаних београдских клиника. То је било равно специјализацији која му је обезбедила огромно непосредно искуство у изучавању веома различитих обољења и узрока смрти.
Оно што је његов учитељ, стари професор још 1929. рекао о младом доктору Милети Магарашевићу, остало је да важи до краја: ''Господин Магарашевић за цело време свог рада одликовао се неуморном марљивошћу и у сваком погледу примерним владањем...'' (Проф. др Ђорђе Јоанновић).
Са препорукама оца наше патолошке анатомије, др Јоанновића одмах по дипломирању 1930. године прешао је на Пропедевтичку Интерну Б клинику у Београду где је започео специјализацију из Унутрашњих болести 18.12.1931. под руководством редовног професора др Раденка Станковића чијом је одлуком 24.XI.1933. постављен за асистента-дневничара. Од 1934. поред редовне клиничке делатности, додељен је на рад при Рендгенолошком кабинету клинике, код тадашњег асистента др Стојана Дедића. У циљу усавршавања из радиологије, упућен је 1935, у Париз и Стразбур на субспецијализацију из рендгенологије и рендген дијагностике што је успешно и завршио 1936. У Стразбуршком „Service central de radiologie ” код професора др А.Gunsett-a (Гунсет) са којим је објавио два рада из области радиологије срца и главе.
Крајем 1936. враћа се у Београд и наставља рад у Интерној „Б‟ пропедевтичкој клиници где, уз редовне клиничке активности, сарађује са новим управником професором др Војиславом Арновљевићем и са доцентом Стојаном Дедићем у Рендген кабинету. Специјалистички испит из Интерне медицине положио је марта 1937. године, са одличним успехом. Одлуком ректора 1939. године постављен је за редовног асистента Интерне „Б‟ пропедевтичке клинике Медицинског факултета. Приватну ординацију за Унутрашње болести са рендген кабинетом и лабораторијом отворио је 1938. у Београду, на Славији
У периоду 1939-41. вршио је дужности секретара СЛД и стручно је деловао (од 1937. до 6. 04. 1941) као члан Дисциплинског већа лекарске коморе за Београд, Земун и Панчево. После рата показао се као непогрешиви носилац врхунске клиничке дијагностике и одлуком Савета Медицинског факултета, од 29. маја 1946. као асистент дневничар Интерне пропедевтичке клинике премештен је на Катедру клиничке рендгенологије и радиологије и постављен за асистента дневничара при Радиолошком институту у оснивању, а 1947. за старијег асистента. Са професором др Стојаном Дедићем оснивач је Радиолошког института  који је настао интегрисањем Катедре са Рендгенским одељењем  Опште државне болнице 1947. Од тада је деловао као водећи педагог стручних кадрова у оснивању Радиолошког института где је истовремено био и помоћник управника за наставу, почев од 10. јануара 1948. до 1955. У том периоду  је 1951. изабран у звање доцента за предмет Радиологија на Медицинском факултету, а ванредни професор постаје 1955.  Године 1950. (21. октобра) изабран је за хонорарног наставника тек основаног Стоматолошког факултета за предмет Радиологија, чију је катедру тада основао и водио пуних 28 година, све до 1978. После девет година клиничко-педагошког рада на Радиолошком институту, почиње да делује као начелник Рендген одељења КБЦ Дедиње (Болница „Др Драгиша Мишовић”, 1955-68). Истовремено, као велики познавалац медицинске (и уметничке!) фотографије, постављен је 1953. за управника Фотофилмског завода Медицинског факултета. Изабран је 1961. у звање редовног професора Медицинског факултета за предмет Радиологија. Годинама је био члан или председник разних комисија Већа медицинског факултета за редовну и последипломску наставу у којој је био предавач последипломцима из кардиологије, опште медицине, хирургије и гастроентерологије. Више пута био је ментор магистрима и кандидатима за докторе наука из области рендгенологије или радиотерапије. Клиничку делатност завршио је као начелник Рендген института Градске болнице у Београду; на тој дужности био је од 1968. до септембра 1976. године, када је као шеф катедре за Радиологију и нуклеарну медицину – пензионисан .И после пензионисања остао је активан члан комисија за одбрану докторских дисертација на Медицинском факултету у Београду, док је делатност педагога и предавача на Стоматолошком факултету – на тражење Савета тог факултета – окончао две године касније – 1978. У својој завршној наставној бази, Градској болници, професор др Милета Магарашевић је – на личну иницијативу и уз сагласност тадашње болничке Управе – наставио, два пута недељно, све до 1985. године, да ради бесплатно као консултант у Кабинету начелника, на тражење свих којима је то било потребно – почев од колегијума са хирургије (проф. др Марко Контић), кардиологије (проф. др  Борислав Најдановић) и гастроентерологије (проф.  др Обрен Поповић), до споља пристижућих пацијената који су долазили са својим болестима и дилемама. Дакле, радио је активно све до своје 80 године! То доказује колико је био клинички потребан и колико је био цењен и поштован међу млађим колегама.
Током дуге клиничке каријере сарађивао је са многим стручним медицинским часописима, од којих издвајамо:
„Медицински преглед” (од 1933. до 1941)
„Bull. Soc. Radiol. med. France” (1936)
„Arhives mal. coeur” (1937; 1953)
„Српски архив” (1938-2000; члан УО 1971-1976)
„Наука и техника” (1946)
„Медицински гласник” (1952-60)
„Стоматолошки гласник” (1956-70)
„Ann Oto-laryng.” (Paris) / 1961, 1966
„Acta Oto-laryng.” (1963)
„Giornale dell’Accademia di Medicina di Torino” (1966)
„Archives de l’Union Medicale Balkanique” (1967)
„Stomatološki vjesnik” (1968)
„Radiologia Iugoslavica” (главни уредник 1972-1976)
„Гласник завода за здравствену заштиту СРС” (1972)
„Bilten lekarskih org. Jugosl.” (1973)
Преминуо је у Београду 24. децембар 2003. године у 99. години живота.

## Дело
Када данас кажемо да је др Милета Магарашевић постао медицински експерт, онда мислимо на врло сужене, специјалистички веома усмерене области медицинског искуства и деловања. За разлику од таквих околности, он је располагао и великим клиничким искуством у областима као што су : кардиологија, пулмологија, гастроентерологија, обољења зглобно-коштаног система, костију лобање и параназалних шупљина, дакле – то је била општа клиничка радиологија, са посебним увидом у патологију хепатобилијарног и бубрежно мокраћног система.
Од оригиналних научних и дијагностичких доприноса професора др Милете Магарашевића рендгенодијагностици, истичу се следећи:
1) Трајање систоле у односу на срчану револуцију (1937);
2) Формула за одређивање ширине нормалне аорте у корелацији са годинама и ширином базалног торакалног пречника {Ао +  0.1 – g о / 4 + 0.1Th – 0.6  +/- 5%};
3) Могућност рендген дијагностике ларвиране митралне стенозе;
4) Откривање клижуће хијатус-херније [методом по професору Магарашевићу];
5) Указивање на правило 10 дана за снимање абдомена жéнâ у герминационом периоду;
6) Снимање лумбалне кичме са сакроилијачним зглобовима, (Р-А)
Професор др Милета М. Магарашевић оставио је иза себе преко 120 стручних радова, низ коауторских и више издања уџбеника из области клиничке и стоматолошке радиологије.
Уз савршено познавање латинског, добро је знао и пратио научну медицинску литературу на пет светских језика: немачком, француском, енглеском, италијанском и руском језику.
Богато клиничко искуство несебично је педагошки ширио на млађе генерације лекара широм Србије и утицао на развој дијагностичке Радиологије од Београда и Новог Сада до Љубљане. Његови ђаци су били касније: професори Миливоје Дедић, Бранислав Голднер, Иван Јанковић, Ружица Љубисављевић, Милош Коњовић, Драгомир Марковић и Никола Борисављевић, као и примаријуси – Илија Панић, Звонко Јоњић, Ангелина Кићевац, Драган Неговановић, Косара Лалошевић, Кета Ромулус, Зоран Стојановић, Иванка Маловић, Бранко Јоксимовић и други.
Медицински углед професора др Милете Магарашевића био је на таквој дијагностичкој висини да су крај њега – стицајем личних потреба и околности – као пацијенти, прошли скоро сви стари комунистички партијски кадрови, осим Јосипа Броза и Кардеља. Али оно што је од посебног значаја јесте то да је др Милета Магарашевић, као интерниста, још пре 1941. био цењен и тражен лекар и од стране таквих књижевника као што су били Мирко Королија, Милан Ракић, Исидора Секулић и брачни пар Вида и Милош Црњански са којима је био и у породичној вези.
Високо цењен у европским медицинским асоцијацијама, оставио је иза себе уџбеник Опште клиничке и стоматолошке Радиологије у ШЕСТ издања! Био је сарадник у низу Лекарских дијагностичких приручника Српског лекарског друштва. Био је председник испитне комисије на предмету Опште клиничке Радиологије на Медицинском и Стоматолошком факултету и члан или председник у Комисијама за последипломску наставу из клиничких предмета Кардиологија, Гастроентерологија, Пулмологија и Медицина рада.

## Делатност, стручна и друштвена признања
- секретар и председник Савеза удружења студената медицине Краљевине СХС, 1929.
- Члан Лекарске коморе од 1930. до њеног укидања 1946.
- Председник Надзорног одбора СЛД од 1937.
- Члан Дисциплинског Већа Лекарске коморе Краљевине Југославије за Београд, Земун и Панчево.
- Учесник Шестоаприлског рата 1941.
- После 1945 био је један од ретких који је на Медицинском и Стоматолошком факултету у Београду вршио високе клиничке и педагошке функције, иако није приступио чланству Савеза комуниста Србије и Југославије.
- Један је од оснивача и заменик управника Радиолошког института у Београду, до 1955.
- Председник секције за Радиологију и Нуклеарну медицину после 1967.
- Члан Кардиолошке и Гастроентеролошке секције СЛД још од оснивања.
- Члан Уредништва медицинског часописа Српски архив (1971—1976).
- Главни уредник часописа Radiologija ygoslavica (1972—76).
- Редактор берлинског часописа Radiologia diagnostica, 1984.
- Добитник годишње награде Српског лекарског друштва 1974. за стручно успешну организацију здравствене службе у Београду и Србији.
- Одликован је Орденом рада са црвеном заставом 1972.
- На тражење и предлог својих стручних следбеника био је добитник Седмојулске награде 1985 године.
- Почасни је члан Медицинске Академије СЛД од тренутка њеног оснивања.
- Проглашен је за почасног доктора Београдског универзитета 1990.
- Као пасионирани шахиста и потпредседник Шаховског Савеза Србије, те организатор Меча кандидата за шаховско првенство света у Београду 1960, био је на појединим мечевима шаховски судија и доживотни председник „Шах-Клуба Црвена звезда”.
- Био суоснивач и почасни члан Удружења Исидора Секулић од оснивања 1995. до смрти 2003.